# Rolf Holmberg
Rolf Holmberg (Skien, 1914. augusztus 24. – 1979. július 5.) norvég labdarúgó-fedezet.